# Zoran Zoran
Zoran Zoran (Kroatische: Зоран Зоран) (Sarajevo, 11 oktober 1965) is een voormalig Bosnisch-Kroatische voetballer met tevens de Nederlandse nationaliteit.
Zoran speelde als middenvelder voor  FK Zeljeznicar Sarajevo,NK Istra Pula,FK Radnicki Kragujevac, FK Zemun, Schwarz-Weiß Essen , KFC Poederlee en FC Den Bosch. Hij bleef in Nederland en is werkzaam als zaakwaarnemer.